# Pakistan Premier League
Pakistan Premier League – najwyższa klasa rozgrywkowa w piłce nożnej w Pakistanie. Skupia 16 najlepszych drużyn tego kraju. Pierwsza edycja miała miejsce w 2004. 
Liga powstała w 2004 i jest kontynuacją rozgrywek National Championship, które istniały w latach 1948–2003. 

## Skład ligi w sezonie 2018/19
| Klub                       | Miasto     |
| -------------------------- | ---------- |
| Afghan Chaman              | Ćaman      |
| Ashraf Sugar Mills         | Lahaur     |
| Baloch Nushki              | Nuśki      |
| Civil Aviation Authority   | Lahaur     |
| K-Electric                 | Karaczi    |
| Karachi Port Trust         | Karaczi    |
| Khan Research Laboratories | Rawalpindi |
| Muslim                     | Ćaman      |
| National Bank              | Karaczi    |
| Pakistan Airforce          | Islamabad  |
| Pakistan Army              | Rawalpindi |
| Pakistan Navy              | Kweta      |
| Pakistan Airlines          | Karaczi    |
| Sui Southern Gas           | Karaczi    |
| Sui Northern Gas           | Lahaur     |
| WAPDA                      | Lahaur     |

## Zwycięzcy
| Sezon     | Mistrz                     | Wicemistrz                          | Trzecie miejsce            |
| --------- | -------------------------- | ----------------------------------- | -------------------------- |
| 2004/2005 | WAPDA                      | Pakistan Army                       | Khan Research Laboratories |
| 2005/2006 | Pakistan Army              | WAPDA                               | Khan Research Laboratories |
| 2006/2007 | Pakistan Army              | WAPDA                               | Khan Research Laboratories |
| 2007/2008 | WAPDA                      | Pakistan Army                       | Khan Research Laboratories |
| 2008/2009 | WAPDA                      | Pakistan Army                       | Khan Research Laboratories |
| 2009/2010 | Khan Research Laboratories | Pakistan Army                       | WAPDA                      |
| 2010/2011 | WAPDA                      | Khan Research Laboratories          | Pakistan Airlines          |
| 2011/2012 | Khan Research Laboratories | Afghan Chaman                       | Pakistan Army              |
| 2012/2013 | Khan Research Laboratories | Karachi Electric Supply Corporation | Muslim                     |
| 2013/2014 | Khan Research Laboratories | Karachi Electric Supply Corporation | WAPDA                      |
| 2014/2015 | K-Electric                 | Pakistan Army                       | Pakistan Airforce          |
| 2018/2019 | Khan Research Laboratories | Pakistan Airforce                   | Sui Southern Gas           |

## Nagrody

### Król strzelców
| Sezon     | Zawodnik          | Klub                       | Gole | Przypis |
| --------- | ----------------- | -------------------------- | ---- | ------- |
| 2004/2005 | Arif Mehmood      | WAPDA                      | 20   | [ 1 ]   |
| 2005/2006 | Imran Hussain     | Pakistan Army              | 21   | [ 2 ]   |
| 2006/2007 | Arif Mehmood      | WAPDA                      | 18   | [ 3 ]   |
| 2007/2008 | Arif Mehmood      | WAPDA                      | 21   | [ 4 ]   |
| 2008/2009 | Muhammad Rasool   | Khan Research Laboratories | 22   | [ 5 ]   |
| 2009/2010 | Arif Mehmood      | WAPDA                      | 20   | [ 6 ]   |
| 2010/2011 | Arif Mehmood      | WAPDA                      | 21   | [ 7 ]   |
| 2011/2012 | Jadid Khan Pathan | Afghan Chaman              | 22   | [ 8 ]   |
| 2012/2013 | Kaleemullah Khan  | Khan Research Laboratories | 35   | [ 9 ]   |
| 2013/2014 | Muhammad          | Karachi Port Trust         | 27   | [ 10 ]  |
| 2014/2015 | Muhammad Rasool   | K-Electric                 | 22   | [ 11 ]  |
| 2018/2019 | Ansar Abbas       | Pakistan Army              | 15   | [ 12 ]  |

### MVP
| Sezon     | Zawodnik         | Klub                       | Przypis |
| --------- | ---------------- | -------------------------- | ------- |
| 2004/2005 | Khuda Bakhsh     | WAPDA                      | [ 1 ]   |
| 2005/2006 | Adeel Ahmed      | Pakistan Telecommunication | [ 2 ]   |
| 2006/2007 | Adeel Ahmed      | Pakistan Telecommunication | [ 3 ]   |
| 2007/2008 | Muhammad Imran   | Pakistan Army              | [ 4 ]   |
| 2008/2009 | Sammar Ishaq     | Khan Research Laboratories | [ 5 ]   |
| 2009/2010 | Nasrullah Khan   | Pakistan Airlines          | [ 6 ]   |
| 2010/2011 | Muhammad Haji    | Pakistan Airlines          | [ 7 ]   |
| 2011/2012 | Sammar Ishaq     | Khan Research Laboratories | [ 8 ]   |
| 2012/2013 | Saeed Ahmed      | Muslim                     | [ 9 ]   |
| 2013/2014 | Kaleemullah Khan | Khan Research Laboratories | [ 10 ]  |
| 2014/2015 | Mansoor Khan     | Pakistan Airforce          | [ 11 ]  |
| 2014/2015 | Muhammad Mujahid | Pakistan Airforce          | [ 11 ]  |
| 2018/2019 | Mohammad Naeem   | Civil Aviation Authority   | [ 12 ]  |

### Bramkarz roku
| Sezon     | Zawodnik         | Klub                                | Przypis |
| --------- | ---------------- | ----------------------------------- | ------- |
| 2004/2005 | Jaffar Khan      | Pakistan Army                       | [ 1 ]   |
| 2005/2006 | Jaffar Khan      | Pakistan Army                       | [ 2 ]   |
| 2006/2007 | Jaffar Khan      | Pakistan Army                       | [ 3 ]   |
| 2007/2008 | Jaffar Khan      | Pakistan Army                       | [ 4 ]   |
| 2008/2009 | Abdul Aziz       | WAPDA                               | [ 5 ]   |
| 2009/2010 | Ghulam Nabi      | Khan Research Laboratories          | [ 6 ]   |
| 2010/2011 | Muhammad Omer    | Karachi Electric Supply Corporation | [ 7 ]   |
| 2011/2012 | Jaffar Khan      | Pakistan Army                       | [ 8 ]   |
| 2012/2013 | Jaffar Khan      | Pakistan Army                       | [ 9 ]   |
| 2013/2014 | Muzammil Hussain | WAPDA                               | [ 10 ]  |
| 2014/2015 | Muzammil Hussain | WAPDA                               | [ 11 ]  |
| 2018/2019 | Tanvir Mumtaz    | Khan Research Laboratories          | [ 12 ]  |

### Nagroda Fair Play
| Sezon     | Klub                       | Przypis |
| --------- | -------------------------- | ------- |
| 2004/2005 | Pakistan Telecommunication | [ 1 ]   |
| 2005/2006 | Pakistan Telecommunication | [ 2 ]   |
| 2006/2007 | Afghan Chaman              | [ 3 ]   |
| 2007/2008 | Pakistan Television        | [ 4 ]   |
| 2008/2009 | Afghan Chaman              | [ 5 ]   |
| 2009/2010 | Pakistan Airlines          | [ 6 ]   |
| 2010/2011 | Afghan Chaman              | [ 7 ]   |
| 2011/2012 | Pakistan Airlines          | [ 8 ]   |
| 2012/2013 | Zarai Taraqiati            | [ 9 ]   |
| 2013/2014 | Khan Research Laboratories | [ 10 ]  |
| 2014/2015 | Muslim                     | [ 11 ]  |
| 2018/2019 | Nie przyznano              | [ 12 ]  |